# ویکتور سالاس
ویکتور سالاس (انگلیسی: Víctor Salas؛ زادهٔ ۱۶ ژوئن ۱۹۸۰) بازیکن فوتبال اهل اسپانیا است.
از باشگاه‌هایی که در آن بازی کرده‌است می‌توان به باشگاه فوتبال پومفرادینا، باشگاه فوتبال سویا، و باشگاه فوتبال آلمریا اشاره کرد.